# Comté d'Oldham (Kentucky)
Pour les articles homonymes, voir Comté d'Oldham.
Le comté d'Oldham est un comté de l'État du Kentucky, aux États-Unis, fondé en 1824. Son siège est La Grange.